# آب‌انبار مزینان
آب‌انبار مزینان مربوط به دوره صفوی است و در شهرستان داورزن، روستای مزینان واقع شده و این اثر در تاریخ ۲۴ خرداد ۱۳۹۰ با شمارهٔ ثبت ۳۰۳۶۲ به‌عنوان یکی از آثار ملی ایران به ثبت رسیده‌است.